# Monte Malachino
Monte Malachino (1.320 m s.l.m.) è una vetta delle Alpi della Val di Non nelle Alpi Retiche meridionali. Si trova tra il comune di Ton e il comune di Predaia. Dal 2000 appartiene alle Aree protette del Trentino, per via della presenza di due specie floristiche di rilievo: Saxifraga tombeanensis e Dracocephalum austriacum.

## Storia
Nel maggio 1321 i rappresentanti di Vigo, Toss, Novesino (ora Nosino), Castelletto e i signori di Castel Thun si riunirono presso il "Plazz dall'Arbol" ('Piazza dell'albero') e decisero di cedere alla comunità di Dardine il Malachino, nel territorio della Pieve di Ton, in cambio di 100 troni e l'obbligo di concorrere alle spese per la chiesa pievana di Santa Maria Assunta.La decisione fu presa poiché gli abitanti del paese appartenente alla Pieve di Torra da tempo sfruttavano i boschi della montagna.

## Accessi
- Dal paese di Vigo di Ton, in località Molini, ponte sul rio Rinassico (517 m). Da qui s'inoltra nella pineta affrontando un breve tratto decisamente ripido. Nel bosco di Pignolé s'immette nella strada forestale (Sentiero Frassati) che, da sinistra, proviene dal vicino Castel Thun. Si prosegue diritti e poco oltre, al Pian del Canale il sentiero SAT 510 si impenna e passa dal soprastante Sasso Bianco (Sas Blanc). Aggirato un promontorio in pietra rossa, la strada arriva ad un tornante, lascia a sx il Sentiero Frassati diretto a Vervò, e continua ritrovando poi la vecchia mulattiera. Si prosegue entrando in un bosco di abeti e larici dove, a una cinquantina di metri, nascosta dalla vegetazione, si trova la "Baita dei cacciatori di Toss" (962 m). L'itinerario continua sulla via che subito si fa mulattiera con tratti a pendenza sostenuta e si raggiunge la cresta del Malachino, dove è situata la seconda "Baita dei cacciatori di Toss" (1409 m), eretta presso la dorsale che scende da Cima d'Arza. (Ore: 2.30 circa).[3]
- Da Castel Thun si segue il Sentiero Frassati e dalla località Pignolé si segue l'itinerario precedente, secondo le indicazioni del sentiero SAT 510.[3]

## Traversate
- Dal Malachino si raggiunge, dopo aver superato la "Baita dei cacciatori di Toss" (1409 m) seguendo il sentiero SAT 510, la Cima d'Arza (1672 m). Contornata la cima si giunge al Valico Pra d'Arza (1566 m). Da qui lasciato a sinistra il sentiero 503 che conduce alla Sella di Favogna (1576 m), si cala a destra (sentiero 510) e da qui si segue il tracciato n. 3 che cala nell'altopiano sopra il Lago di Favogna. (Ore: 2 circa).[4]

## Flora e fauna

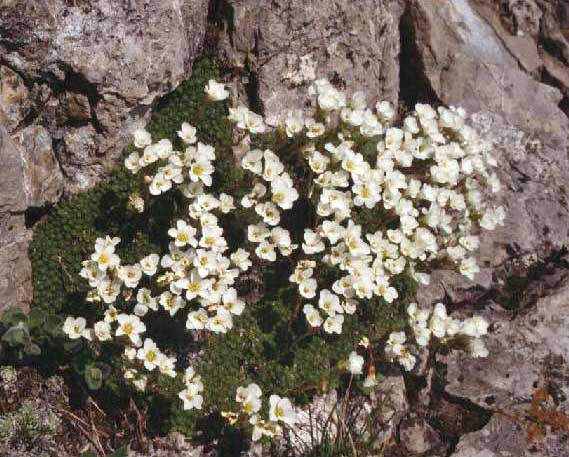
Saxifraga tombeanensis

L'area del Monte Malachino è parte di Natura 2000, una rete di siti di interesse comunitario (SIC) e di zone di protezione speciale (ZPS) creata dall'Unione europea per la protezione e la conservazione degli habitat e delle specie, animali e vegetali, identificati come prioritari dagli Stati membri dell'Unione europea.
Specie floristiche:
- Scarpetta di Venere (Cypripedium calceolus Linnaeus, 1753).
- Melissa austriaca (Dracocephalum austriacum Linnaeus, 1753).
- Licopodio annotino (Lycopodium annotinum).
- Sassifraga del monte Tombea (Saxifraga tombeanensis Boiss. ex Engl., 1869).

Specie faunistiche:
- Civetta capogrosso (Aegolius funereus Linnaeus, 1758).
- Aquila reale (Aquila chrysaetos Linnaeus, 1758).
- Picchio nero (Dryocopus martius Linnaeus, 1758).
- Falco pellegrino (Falco peregrinus Tunstall, 1751).
- Gallo forcello (Lyrurus tetrix Linnaeus, 1758).